# 아황주
아황주(鴉黃酒)는 고려 시대부터 전해오던 한국의 술로 발효기간이 짧고 술 빛깔이 다른 어떤 약주보다 진한 황색이며 단맛이 강한 것이 특징으로, 곱게 가루를 내 반죽한 멥쌀에 누룩가루를 섞어 항아리에 넣고 여름에는 3일 후, 봄·가을에는 5일 후, 겨울에는 7일 후에 찹쌀로 고두밥을 지어 섞은 뒤 서늘한 곳에서 7일 정도 발효시키면 완성된다.